# Stefan Selakovic
Stefan Selakovic (* 9. Januar 1977 in Varberg) ist ein ehemaliger schwedischer Fußballspieler mit serbischen Wurzeln. Der Stürmer, der 2001 in der schwedischen Nationalmannschaft debütierte, errang dreimal den schwedischen Meistertitel und gewann 2001 den Titel des Torschützenkönigs der Allsvenskan.

## Werdegang

### Karrierebeginn und Durchbruch in der Allsvenskan
Selakovic spielte in der Jugend für Varbergs GIF. 1993 debütierte der Angreifer in der Männermannschaft des Fünftligisten, mit dem er am Ende der Spielzeit in die viertklassige Division 3 aufstieg. In den folgenden beiden Jahren gehörte er zum Stamm der Mannschaft und machte als regelmäßiger Torschütze höherklassig auf sich aufmerksam.
1996 wechselte Selakovic zu Halmstads BK in die Allsvenskan. Anfangs war er nur Ergänzungsspieler, trug jedoch in der Spielzeit 1997 mit fünf Toren in 15 Spielen zum schwedischen Meistertitel bei. Langsam konnte er sich einen Stammplatz erspielen und ab der Spielzeit 1999 verpasste er maximal ein Saisonspiel. In der Spielzeit 2000 gelang ihm mit zehn Saisontoren erstmals eine zweistellig Toranzahl in der Liga und damit verhalf er dem Klub zum erneuten Gewinn des Von-Rosens-Pokals als schwedischer Landesmeister.
Als Folge nominierte das Nationaltrainerduo Lars Lagerbäck und Tommy Söderberg Selakovic für den King’s Cup 2001. Am 10. Februar des Jahres kam er beim 4:1-Erfolg über die thailändische Nationalmannschaft zu seinem ersten Länderspieleinsatz und krönte sein Debüt mit dem Tor zur 1:0-Führung sowie einer Torvorlage. Im Finalspiel des Turniers gegen die chinesische Landesauswahl gelang ihm beim 3:0-Sieg mit dem abschließenden Treffer in der 19. Spielminute sein zweiter Länderspieltreffer.
In der anschließenden Spielzeit bewies Selakovic weiterhin seine Torgefährlichkeit und setzte sich mit 16 erzielten Saisontoren vor Andreas Hermansson an die Spitze der Torschützenliste. Dennoch verpasste die Mannschaft mit dem siebten Tabellenrang die Titelverteidigung und in der Champions League 2001/02 scheiterte die Mannschaft in der dritten Qualifikationsrunde gegen den RSC Anderlecht trotz eines Tores von Selakovic – seinem dritten Tor im Wettbewerb, nachdem er bereits gegen Bohemians Dublin in beiden Spielen jeweils einmal getroffen hatte – im Hinspiel nach einer 2:3-Heimniederlage und einem 1:1-Unentschieden im Rückspiel.

### Wechsel ins Ausland
Dank des Gewinns des Torschützenkönigtitels und seiner internationalen Auftritte in der Nationalmannschaft und im Europapokal weckte Selakovic das Interesse ausländischer Vereine. Kurz vor Weihnachten 2001 meldete die Presse den bevorstehenden Wechsel des Stürmers in die niederländische Ehrendivision zum SC Heerenveen, bei dem bereits seine Landsmänner Marcus Allbäck und Erik Edman unter Vertrag standen. Anfang Januar unterschrieb er einen Vertrag mit viereinhalb Jahren Laufzeit. Bis zum Saisonende kam er in 14 Spielen zum Einsatz und erzielte dabei fünf Tore. Nachdem er zu Beginn der folgenden Spielzeit seine Torgefährlichkeit vermissen ließ, verlor er seinen anfänglichen Stammplatz und kam in der restlichen Spielzeit hauptsächlich als Einwechselspieler zum Einsatz. 
Nachdem Selakovic auch in den folgenden anderthalb Jahren zwischen Startelf und Ersatzbank pendelte, beschwerte er sich, zu wenig Einsatzzeit zu bekommen. Auf seine Ankündigung, den Verein wechseln zu wollen, meldeten die schwedischen Klubs Djurgårdens IF und IFK Göteborg Interesse an einer Verpflichtung an.

### Rückkehr nach Schweden
Anfang Januar 2005 entschied sich Selakovic zum Wechsel zu IFK Göteborg, bei dem er einen Dreijahresvertrag unterzeichnete. Im Zusammenhang mit dem Wechsel wurde ihm Steuerbetrug vorgeworfen, da er gemäß Vertrag 4,2 Millionen Kronen Nettogehalt beziehen sollte, jedoch erhielt er letztlich 6 Millionen Kronen. Im Juli 2007 wurde der Stürmer von den Vorwürfen freigesprochen, während zwei Klubmitarbeiter zu Haftstrafen verurteilt wurden.
In seiner ersten Spielzeit nach der Rückkehr in die Allsvenskan etablieren und erzielte neun Saisontreffer. Auch wenn er in den folgenden Jahren nicht mehr so treffsicher war, hielt er sich zunächst in der Stammformation und stand in der Meisterschaftssaison 2007 in allen 26 Saisonspielen auf dem Platz. In der folgenden Spielzeit fand der Angreifer sich jedoch beim Trainerduo Stefan Rehn und Jonas Olsson hauptsächlich auf der Ersatzbank wieder und stand nur bei zehn seiner 26 Ligaspiele in der Anfangself. Auch im Pokalfinale gegen Kalmar FF nach Ende der Spielzeit saß er zunächst nur auf der Ersatzbank, ehe er in der 107. Spielminute für Robin Söder eingewechselt wurde. Im die Entscheidung bringenden Elfmeterschießen kam er nicht zum Einsatz, konnte aber anschließend durch den 5:4-Erfolg seinen ersten Titelgewinn im Pokal feiern.
Vor Beginn der Spielzeit 2009 erkämpfte sich Selakovic einen Stammplatz beim Göteborger Klub. An der Seite von Robin Söder, Tobias Hysén und Pontus Wernbloom bildete er die Offensive des Klubs, die die Mannschaft in die Spitzengruppe der Liga führte. Mit fünf Saisontoren und neun Torvorlagen führte er den Klub hinter AIK zur Vizemeisterschaft. Die zudem mögliche Titelverteidigung im Landespokal misslang, als sich AIK durch Tore von Mauro Iván Óbolo und Antônio Flávio mit einem 2:0-Erfolg im Endspiel das Double sicherte. Zwar war er in den folgenden Spielzeiten als Torschütze ähnlich erfolgreich, der Klub rutschte jedoch ins Mittelfeld der Tabelle ab.